# پیاده‌روی مشاهیر کانادا
پیاده‌روی مشاهیر کانادا (به‌انگلیسی: Canada's Walk of Fame فرانسوی: Allée des célébrités canadiennes‎) در تورنتو، انتاریو، کانادا، یک تالار مشاهیر به شکل پیاده‌رو از افراد صاحب نام است که بر دستاوردها و موفقیت‌های کانادایی‌هایی که در زمینه‌های مربوط به خود سرآمد بوده‌اند اذعان می‌کند.

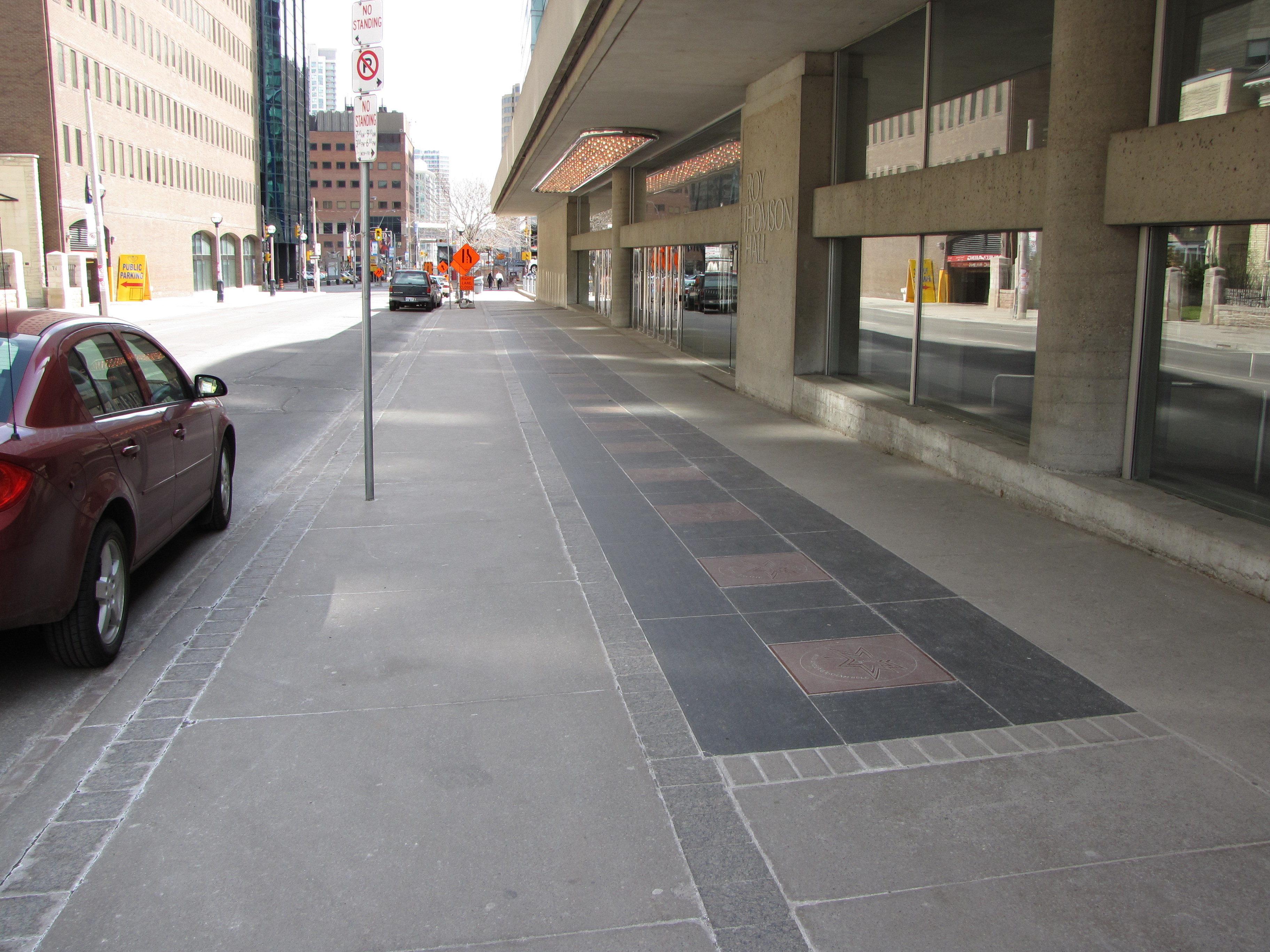
خطی از ستاره‌ها در امتداد خیابان سیمکو

این مجموعه ای از ستاره‌هایی شبیه برگ افرا است که در ۱۳ پیاده‌رو در تورنتو در مقابل تالار روی تامسون، تئاتر پرنسس ولز، و تئاتر رویال الکساندرا در خیابان کینگ و همچنین خیابان سیمکو تعبیه شده‌است.
اولین گروه در سال ۱۹۹۸ پذیرفته شدند و تاکنون ۱۷۳ کانادایی به پیاده‌روی مشاهیر کانادا وارد شده‌اند. این شرکت کنندگان شامل فعالان اجتماعی؛ دانشمندان؛ بشردوستان؛ ورزشکاران؛ مربیان؛ بازیگران، کارگردانان، نویسندگان و تهیه‌کنندگان فیلم، تلویزیون و تئاتر؛ خوانندگان، ترانه‌سراها و نوازندگان؛ نمایشنامه‌نویسان؛ نویسندگان؛ کمدین ها؛ کاریکاتوریست‌ها؛ مدل‌ها؛ و افرادی که در زمینه‌های دیگر درخشیده‌اند می‌شود.

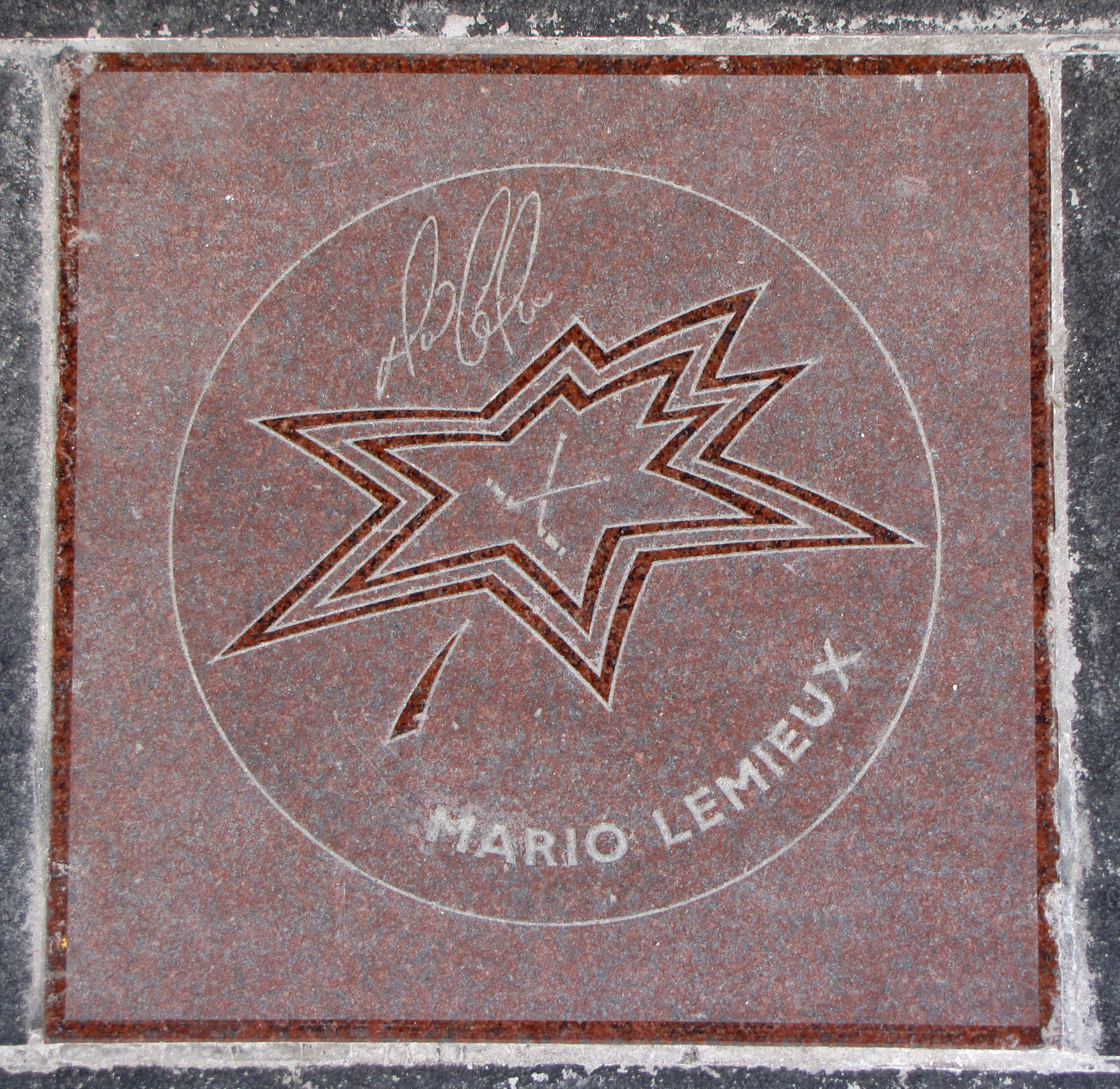
ستاره ماریو لمیو.